# Bruce Elmegreen
Bruce Gordon Elmegreen (* 24. Februar 1950 in Milwaukee) ist ein US-amerikanischer Astronom.
Elmegreen studierte an der University of Wisconsin mit dem Bachelor-Abschluss 1971 und wurde 1975 an der Princeton University in Astrophysik bei Lyman Spitzer promoviert. 1975 bis 1978 war er Junior Fellow in Harvard und 1981 an der University of Sussex sowie Gastprofessor in Berkeley. Ab 1984 forschte er bei IBM am Thomas J. Watson Research Center.
Er befasst sich mit interstellarem Gas mit dem Schwerpunkt Sternentstehung in Gasnebeln und großräumiger Struktur von Spiralgalaxien. Elmegreen wies in Modellsimulationen die Existenz stehender Spiralwellen in Galaxien nach.
2001 erhielt er den Dannie-Heineman-Preis für Astrophysik. Seit 2012 ist er Fellow der American Association for the Advancement of Science. Für 2021 wurde ihm die Bruce Medal zugesprochen.
Elmegreen ist seit 1976 mit der Astronomin Debra Elmegreen (* 1952) verheiratet, Professorin am Vassar College.
Am 15. Oktober 2021 wurde ein Asteroid nach ihm benannt: (28364) Bruceelmegreen.